# Distrikt Los Baños del Inca

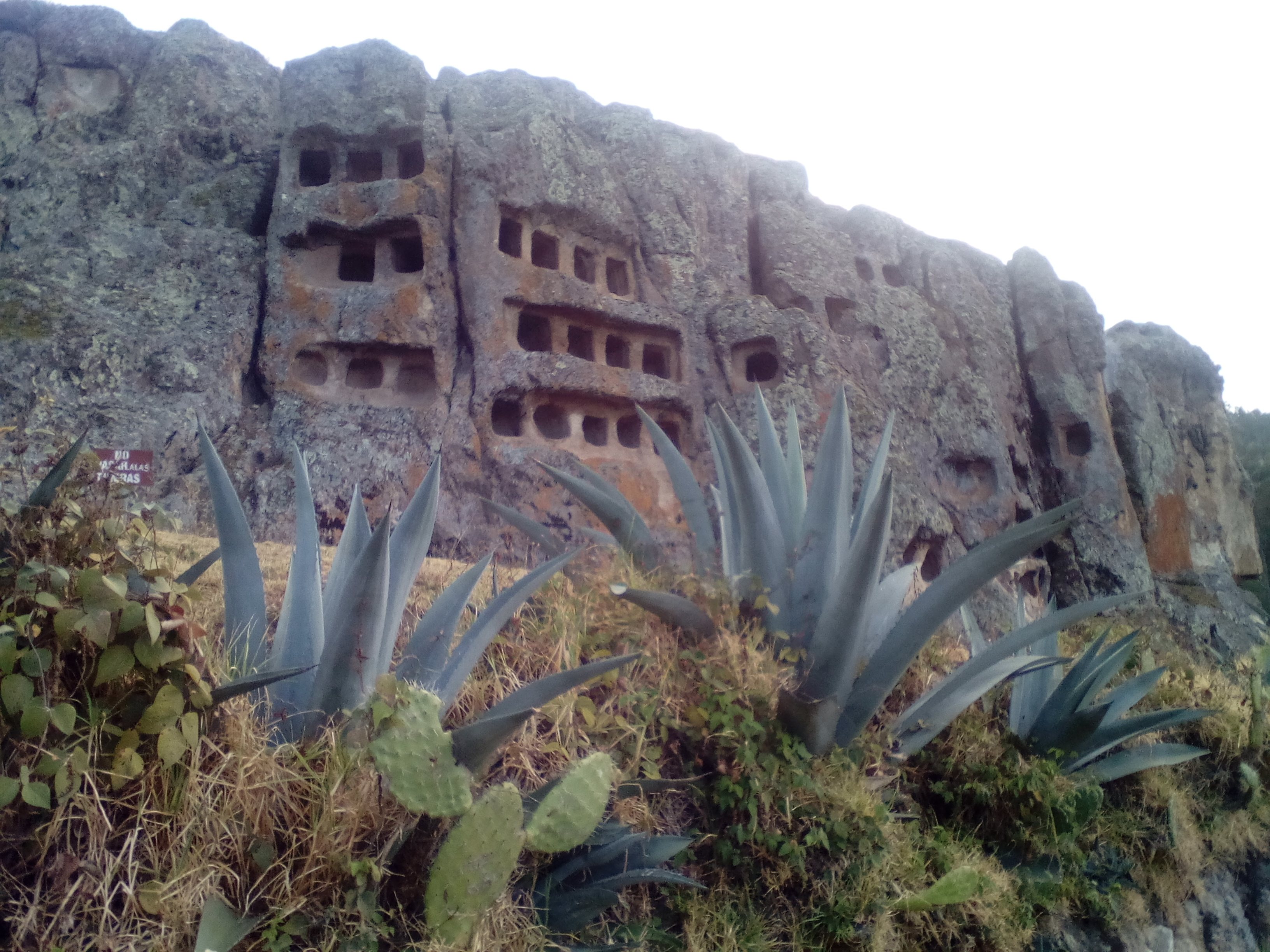
Ventanas de Otuzco

Der Distrikt Los Baños del Inca liegt in der Provinz Cajamarca in der Region Cajamarca in Nordwest-Peru. Er hat eine Fläche von 282 km². Beim Zensus 2017 wurden 48.602 Einwohner gezählt. Im Jahr 1993 lag die Einwohnerzahl bei 24.864, im Jahr 2007 bei 34.749. Sitz der Distriktverwaltung ist die 2667 m hoch gelegene Kleinstadt Baños del Inca mit 13.361 Einwohnern (Stand 2017). Baños del Inca liegt im äußersten Südwesten des Distrikts, knapp 5 km östlich der Provinz- und Regionshauptstadt Cajamarca. Im Distrikt befindet sich der archäologische Fundplatz Ventanas de Otuzco. Im äußersten Norden des Distrikts befindet sich die Mine Yanacocha, in der im Tagebau Gold gefördert wird.

## Geographische Lage
Der Distrikt Los Baños del Inca liegt im Andenhochland östlich der peruanischen Westkordillere im Nordosten der Provinz Cajamarca. Der Río Azufre, ein Zufluss des Río Cajamarca, durchfließt den Distrikt in überwiegend südlicher Richtung.
Der Distrikt Los Baños del Inca grenzt im Westen an den Distrikt Cajamarca, im Nordosten an den Distrikt La Encañada, im Südosten an den Distrikt Namora sowie im Süden an den Distrikt Llacanora.

## Geschichte
Der Distrikt wurde am 7. September 1959 gegründet.
Im Herbst 1977 eskalierte im Weiler Huacataz im Norden des Distriktes ein Landkonflikt. Als die Polizei eine Gruppe von Bauern aus Huacataz, die 1972 eine Weide besetzt hatten, verhaften wollten, entwaffneten diese die Polizisten. Daraufhin beschoss am 28. Dezember 1977 ein Überfallkommando (Guardia de asalto) die Bewohner von Huacataz mit Maschinenpistolen, tötete vier und verletzte sechzehn Bauern. Dieser Angriff wurde landesweit als „Massaker von Huacataz“ bekannt.